# Marienkirche (Beeskow)

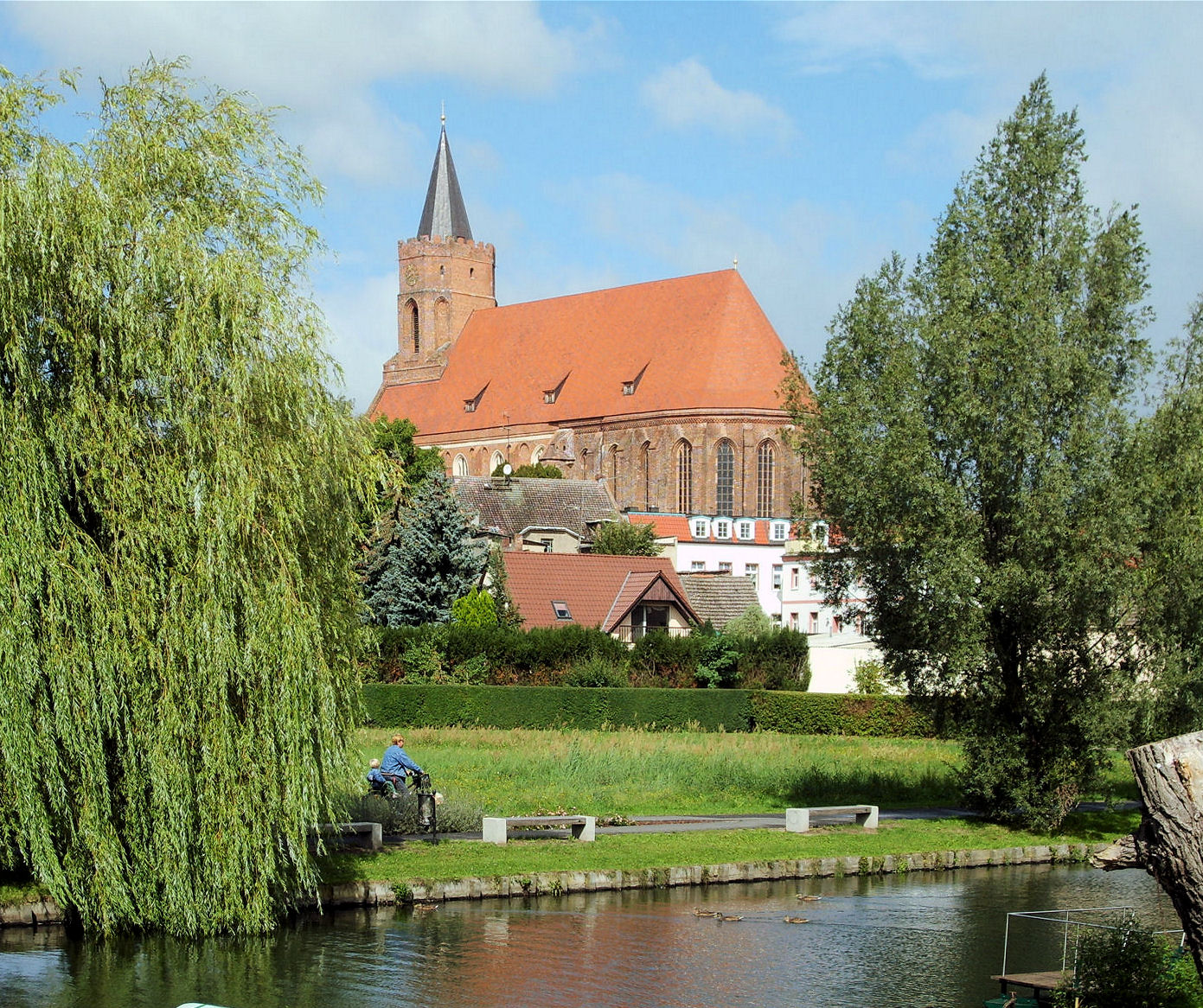
Marienkirche zu Beeskow

Die gotische Marienkirche ist eine evangelische Pfarrkirche in Beeskow (Landkreis Oder-Spree) in Brandenburg. Sie gehört zur Evangelischen Gesamtkirchengemeinde Beeskow im Kirchenkreis Oderland-Spree der Evangelischen Kirche Berlin-Brandenburg-schlesische Oberlausitz und ist eine offene Kirche.

## Geschichte

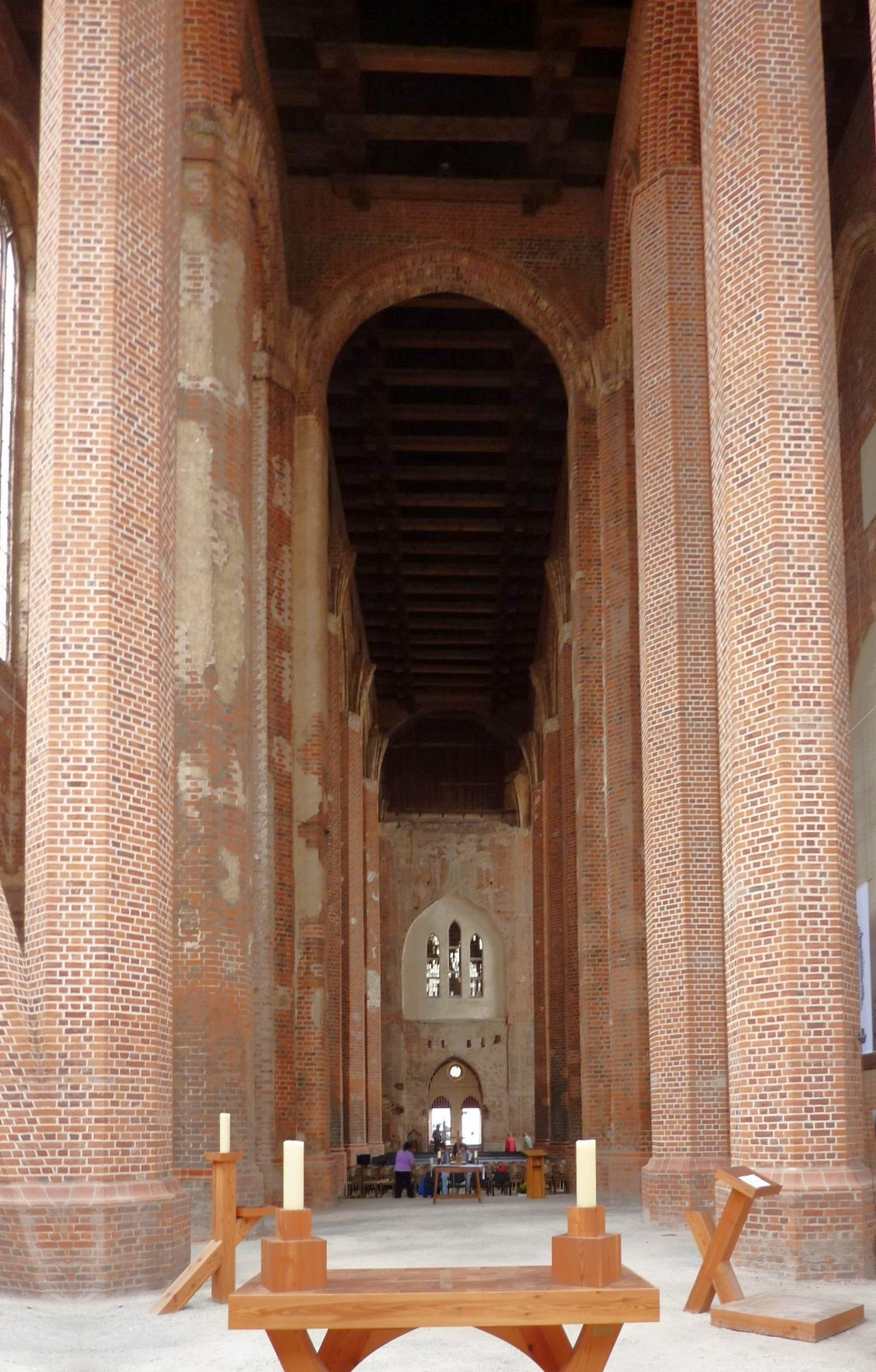
Innenansicht nach Westen

Erstmals wurde Beeskow 1272 in einer Urkunde Markgraf Heinrichs des Erlauchten von Meißen erwähnt, in welcher dieser das Beeskower Hospital dem Deutschen Orden schenkte. Im folgenden Jahr erhielt der Orden auch das Patronat über die Stadtpfarrkirche St. Marien. 1323 ging das Patronat an das Kloster Neuzelle über. In einer Urkunde des Bischofs Nikolaus von Meißen aus dem Jahr 1380 wurde dem Hospital der Vorrang vor der Pfarrkirche eingeräumt.
Die heutige Marienkirche wurde im 15. Jahrhundert anstelle eines archäologisch nachgewiesenen kleineren Vorgängerbaus aus dem 14. Jahrhundert errichtet. Sie ist eine dreischiffige Hallenkirche, der sich südlich ein niedrigeres Seitenschiff anschließt. Der Chor ist ein Hallenumgangschor mit 7/14-Schluss. Der Turm mit achteckigem, zinnenbewehrten Aufsatz hat die Breite des Mittelschiffes und ist in das Langhaus hineingezogen. 1511 erhielt der Turm seine Spitze. In den Renaissancealtar wurde ein gotischer Flügelschrein mit gemalten Tafeln eingelassen, auch die Kanzel war ein schönes Renaissancewerk.
Durch Artilleriebeschuss der Roten Armee geriet die Marienkirche am 26. April 1945 in Brand, der Dachstuhl wurde zerstört und Teile des Gewölbes stürzten ein. Am Heiligen Abend 1947 stürzten vier Pfeiler und Teile des Chorgewölbes ein. Weiterer Verfall durch Witterungseinflüsse führte schließlich am 21. März 1950 zum Einsturz von weiteren drei Pfeilern. Unter Pfarrer Johannes Kandeler kam es schließlich in den 1950er Jahren zu wichtigen Sicherungsarbeiten, in deren Zuge das südliche Seitenschiff 1953 als Notkirche geweiht werden konnte. In den 1970er Jahren schlossen sich weitere Arbeiten an Mauerkronen und Dächern an. Ab 1991 begann der planvolle Wiederaufbau der Kirche, der bis heute nicht vollendet ist. Bei Elektroarbeiten in der Sakristei wurden wertvolle Wandmalereien aus der Zeit um 1380/1390 entdeckt, die freigelegt und restauriert wurden.

## Ausstattung

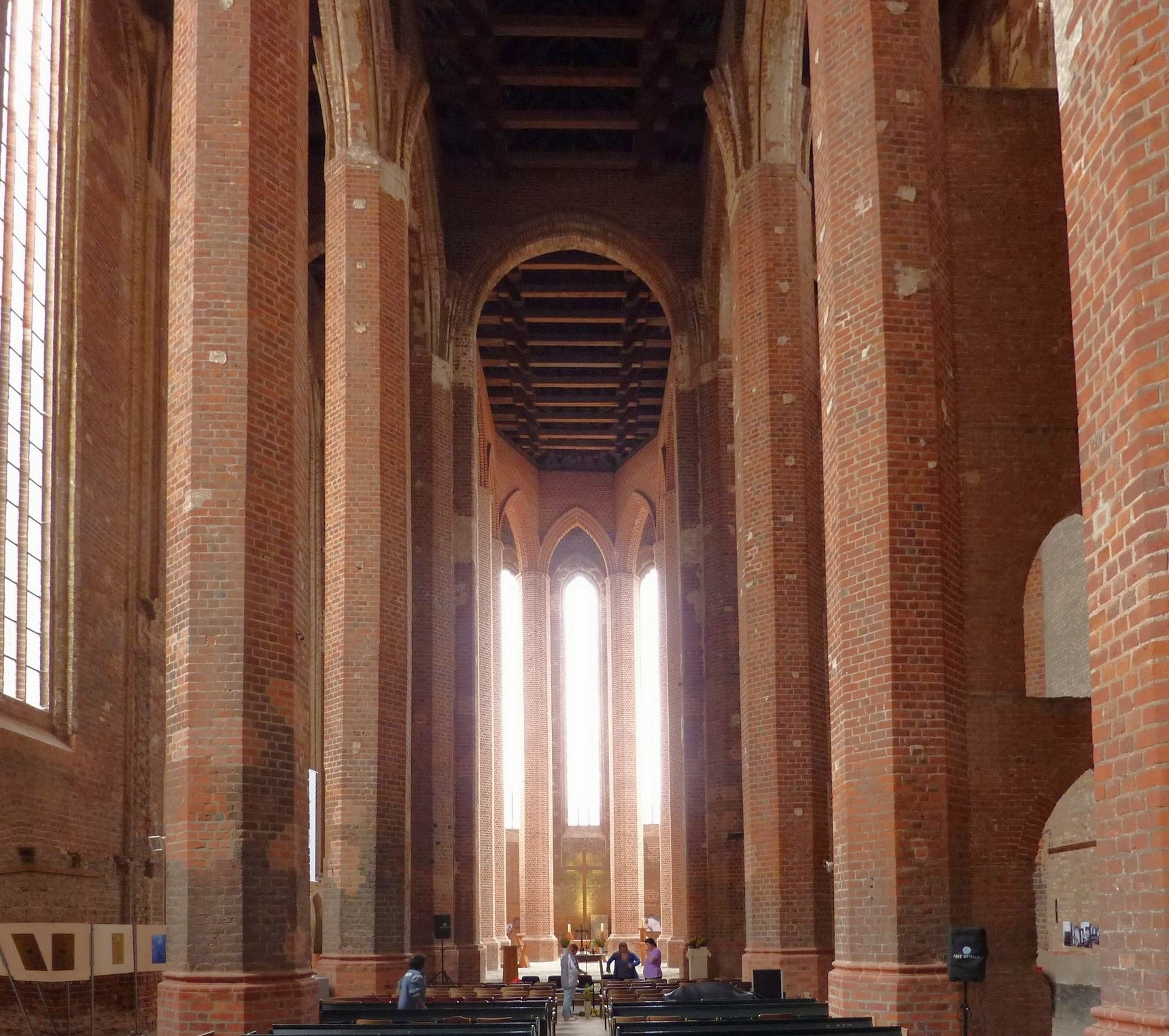
Blick vom Langhaus zum Chor

Im Chor lassen hochformatige Spitzbogenfenster das Tageslicht in das Kirchenschiff eintreten. Zum Kirchengebäude gehören eine Sakristei mit erhaltenen mittelalterlichen Malereien und ein Märtyrersaal (die frühere Empore „Märtyrerchor“).
Über dem Altar fertigte der Berliner Maler Herbert Ortel 1953 eine Monumentaldarstellung des Heiligen Christophorus an.
Wichtiges Ausstattungsstück ist die Orgel der Firma Schuke aus dem Jahr 1965. Diese wurde im Herbst 2021 generalüberholt. Die Orgel erklingt auch in den beiden Konzertreihen, die monatlich in St. Marien stattfinden. Ziel des Förderverein Marienorgel Beeskow e. V. ist die Finanzierung einer neuen Orgel im Hauptschiff der Kirche. Dafür sammelt er Spendengelder und organisiert Benefizkonzerte.
Als Teil einer Kunstinstallation wurde 2024 im Chorraum ein Werk der Künstler Hans Scheib und Erik Mai aufgestellt. Es zeigt in seiner Mitte Jesus Christus, links steht – die Augen mit seinen Händen bedeckt – Judas Iskariot, während rechts Barabbas zu sehen ist. Das Werk führte zu kontroversen Diskussionen, zu denen sich der Gemeindekirchenrat wie folgt äußerte: „Für mich hat das Altartryptichon ECCE HOMO tiefe theologische Bedeutung. Es ist der Inbegriff der Barmherzigkeit und der Liebe Christi zu allen Menschen. […] So stellt das Bild als Vor-Kreuzigungsszene die Gnade Gottes eindrucksvoll dar“.